# Louis Welden Hawkins

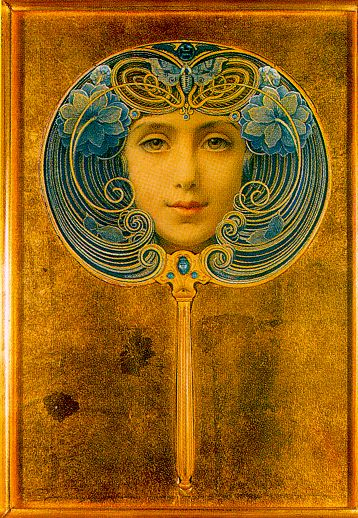
Mască, una dintre cele mai cunoscute picturi ale lui Louis Welden Hawkins, executată în stilul Art Nouveau (circa 1895).

Louis Welden Hawkins (n. 1 iulie 1849, Esslingen am Neckar, Baden-Württemberg, Germania – d. 1 mai 1910, Paris, Franța), a fost un pictor francez de naționalitate engleză, cu o puternică tușă și o foarte individualizată manieră artistică. Deși pictura sa aduce o notă de sobrietate și perfecțiune a proporțiilor în stilul „clasicismului” Renașterii, având elemente și din tehnica Pre-Rafaeliților și aducând un „parfum” rafinat combinat de Art Deco, Art Nouveau, Simbolism și, uneori, Suprarealism, în realitate Louis Welden Hawkins, ca orice artist puternic individualizat, nu seamănă, de fapt, cu nimeni, nu poate fi încadrat în vreun curent anume și nu are epigoni.

## Scurtă biografie
Născut la Stuttgart, în Germania, din părinți englezi, Hawkins se mută la Paris în timpul adolescenței sale. Puternic atras de pictură, studiază artele frumoase la cunoscuta și libertina Académie Julian, creându-și propriul său stil artistic inconfundabil, sofisticat, dens, bogat detailat, amintind uneori de basoreliefuri în piatră și metal.
Aidoma pre-rafaeliților pictura sa este, într-un fel, o clară întoarcere la izvoarele clasicilor picturii rafaelite și renascentiste. În același timp, datorită apropierii sale de simbolism prin natura relațiilor personale cu scriitorii francezi simboliști, Stéphane Mallarmé, Jean Lorraine, Robert de Montparnasse, pictura lui Hawkins prezintă numeroase elemente ale simbolismului, fără ca opera sa să poată fi încadrată clar doar în rândul picturii de această orientare.

## Galerie de imagini

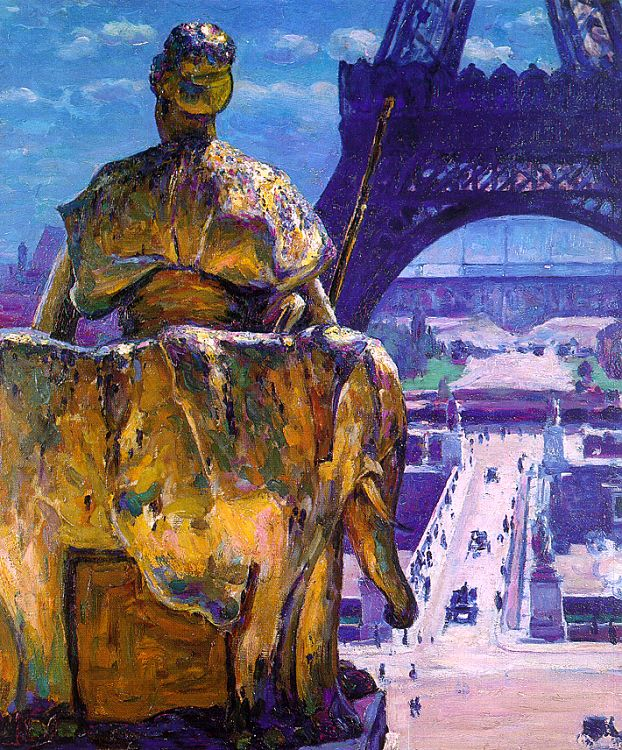
The Eiffel Tower as seen from The Trocadero — Turnul Eiffel văzut dinspre Trocadero
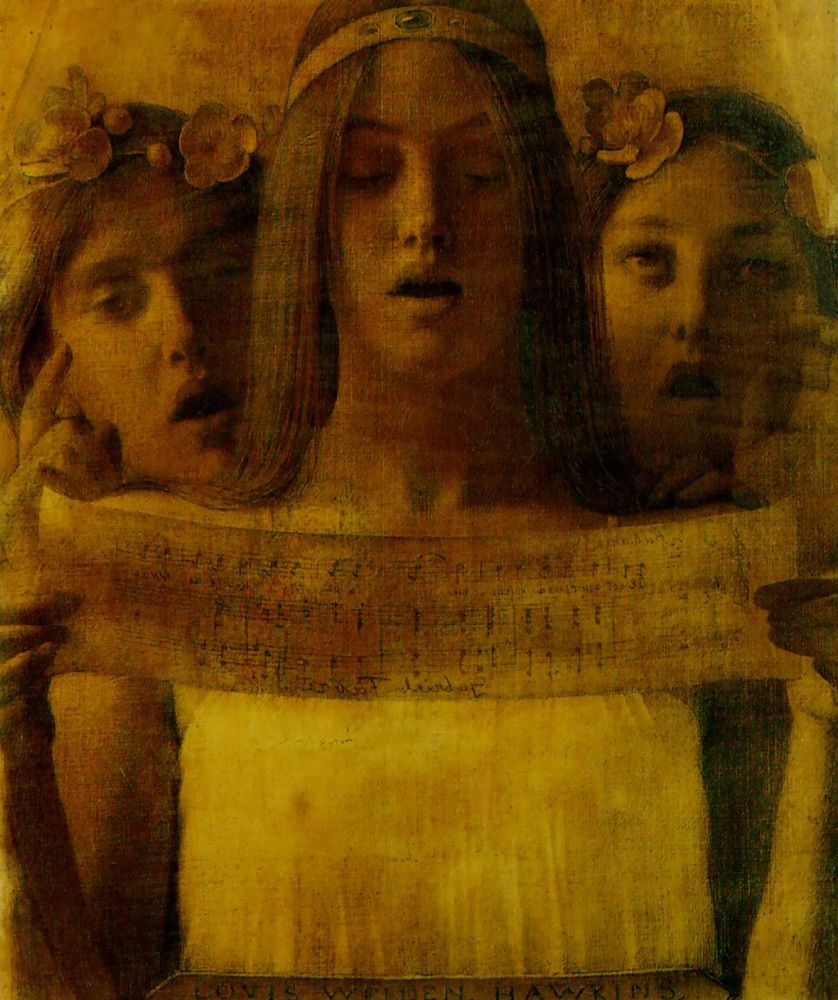
Circa 1890 - Girls Singing Music — Fete cântând
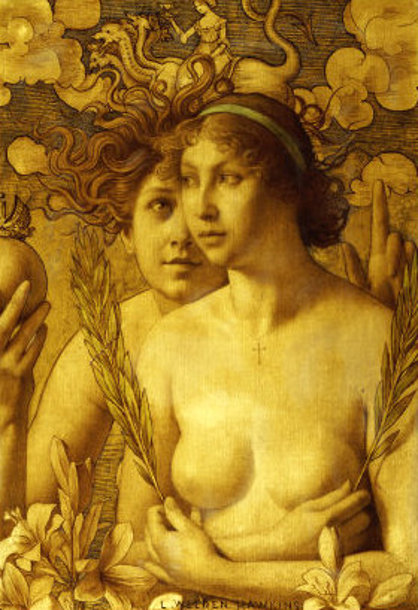
Circa 1890 - Inocense — Inocență
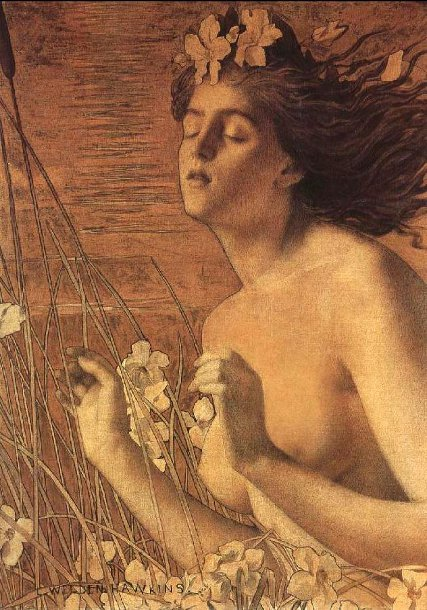
Circa 1890
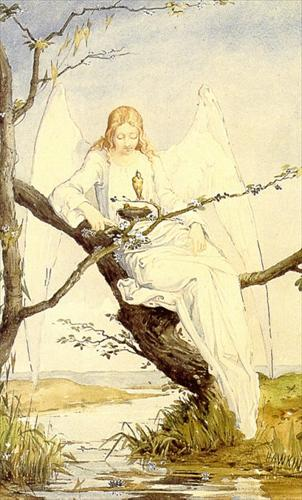
Circa 1890 - A Prayer to God — Rugăciune Domnului
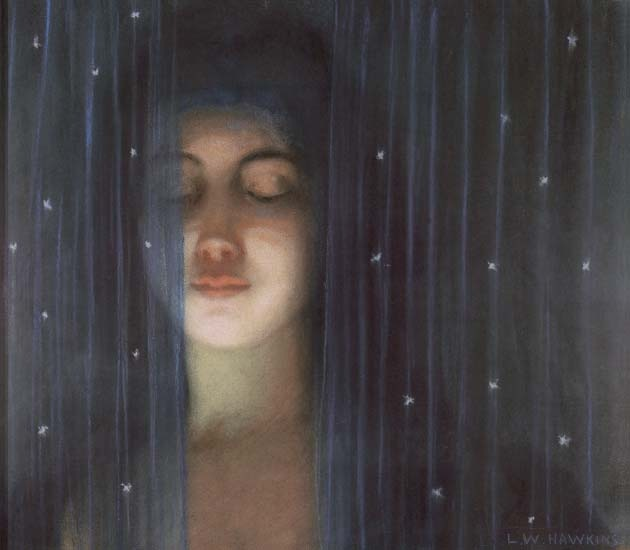
Circa 1890 - A Veil — Un voal
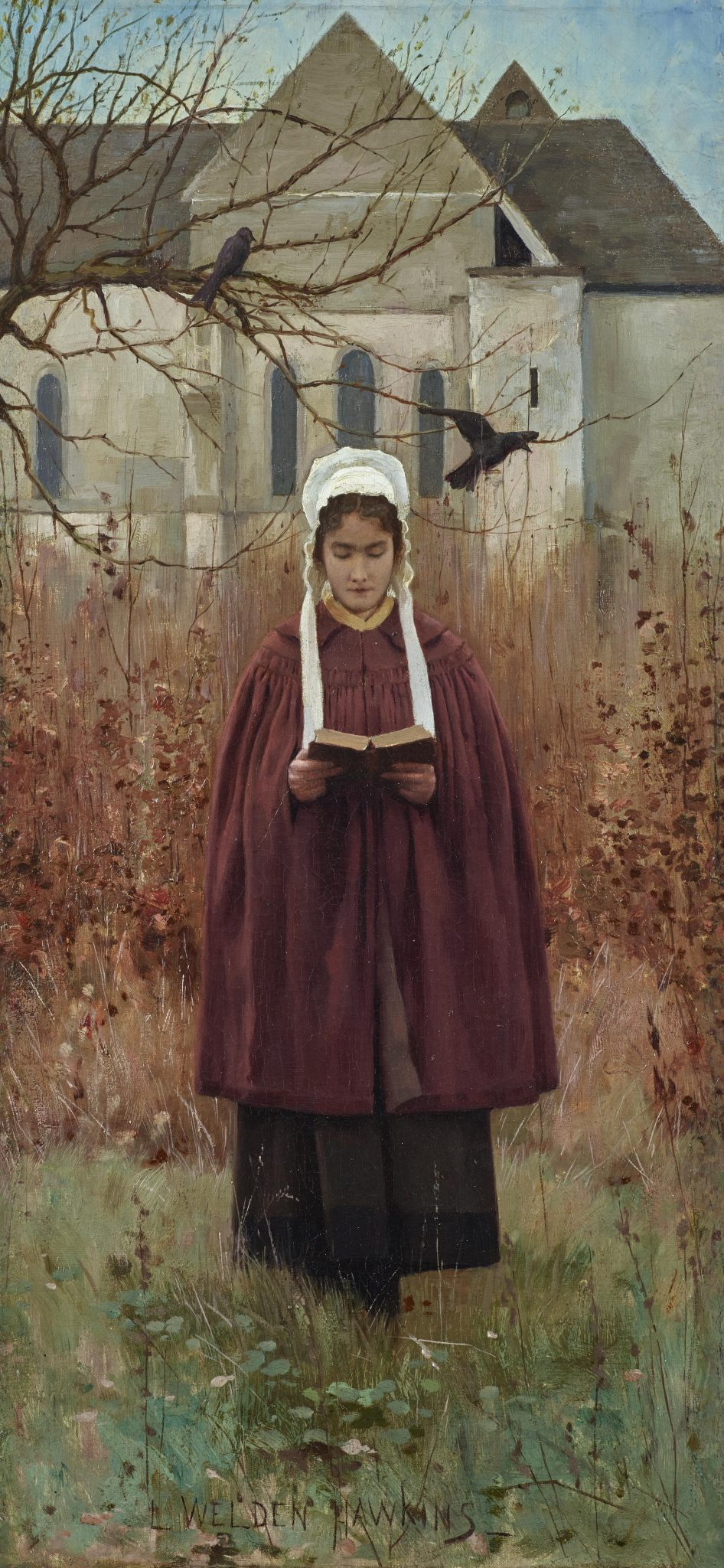
Circa 1890 -Solitude - Solitudine
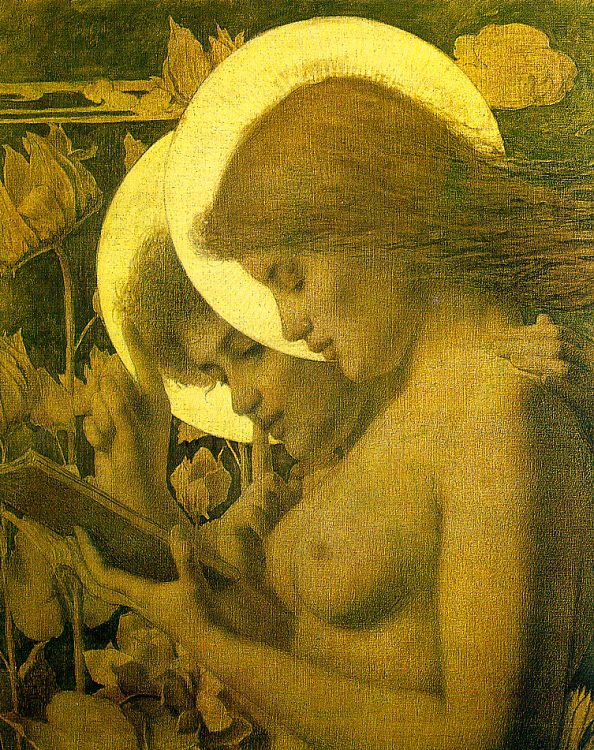
1894 - Les Auréoles (The Haloes) — Aureolele (Halourile)
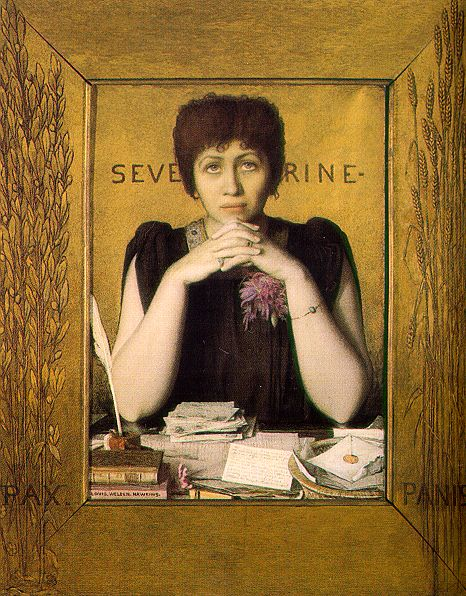
1895 - Madame Séverine — Madame Séverine
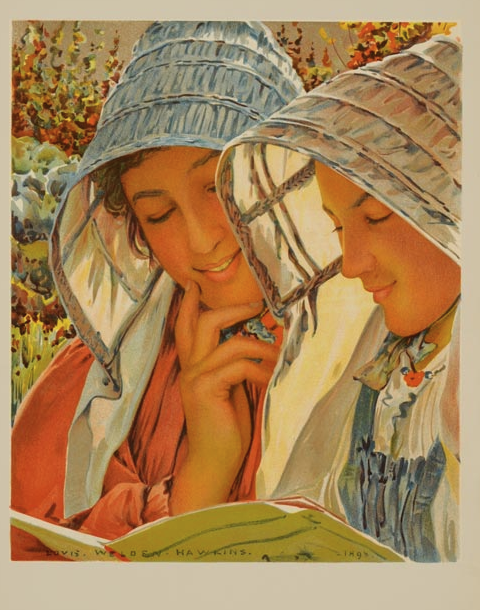
1897 - Les Liseuses
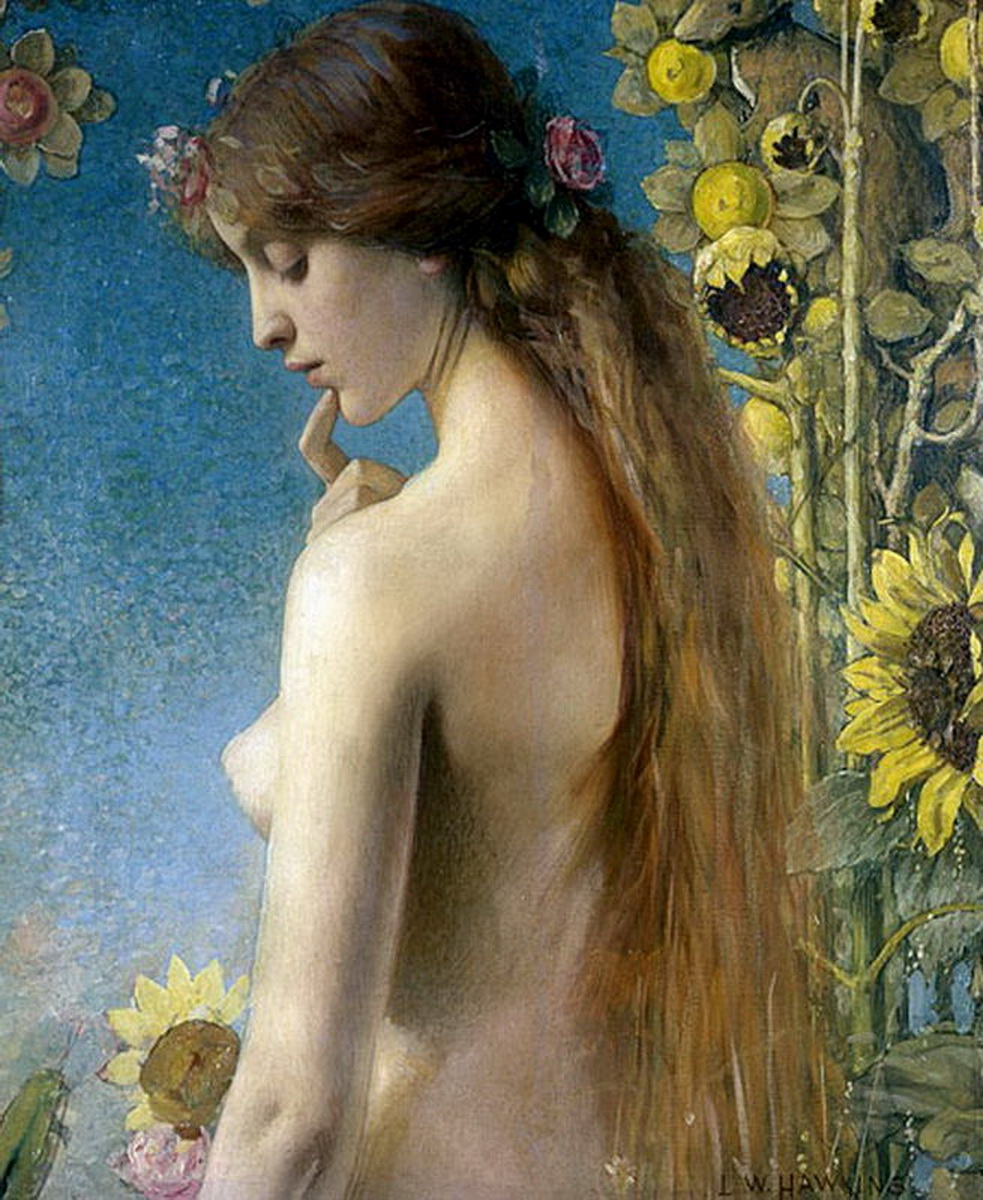
Clytie
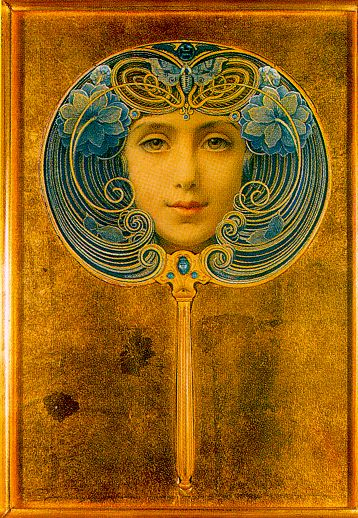
Masc - Mask — Mască